# Polonia Czerniowce
Polonia Czerniowce (rumän. Polonia Cernăuți) war ein polnischer Fußballverein aus Czernowitz in einer Zeit, als diese Stadt zunächst zu Österreich-Ungarn und dann zu Rumänien gehörte.

## Geschichte
Polonia Czerniowce wurde 1907 unter dem Namen Sarmatia Czernowitz gegründet. Dieser Verein wurde 1909 aufgelöst und 1910 wiedergegründet, um sich im selben Jahr dem BASK Czernowitz anzuschließen. 1912 spaltete sich der Sportklub Dorost Sokoly Czernowitz von dem BASK ab. 1914 erfolgte die Umbenennung in Viktoria Czernowitz und im Frühjahr 1919 die in Polonia Czerniowce.
In rumänischen Quellen wird der Verein mit dem ins Rumänische übertragenen Namen Clubul Sportiv Polonia Cernăuți geführt.
Anfang Oktober 1935 benannte sich Polonia in Wawel Czerniowce um.

## Vereinsbilanz
| Saison  | Platzierung |
| ------- | --- |
|         | |
| 1919    | Inoffizieller Meister der Bukowina                                                                                                  |
| 1920    | Teilnahme an der ersten Bukowinaer Meisterschaft                                                                                    |
| 1921    | 1. Platz in der Czernowitzer Meisterschaft und Teilnahme an der Endrunde zur rumänischen Fußballmeisterschaft 1921/22               |
| 1922    | 1. Platz in der Czernowitzer Meisterschaft und Qualifikation für die neu gegründete I. Klasse der Czernowitzer Meisterschaft        |
| 1922/23 | 1. Platz in der I. Klasse der Czernowitzer Meisterschaft und Teilnahme an der Endrunde zur rumänischen Fußballmeisterschaft 1922/23 |
| 1923/24 | 4. Platz in der I. Klasse der Czernowitzer Meisterschaft                                                                            |
| 1924/25 | 4. Platz in der I. Klasse der Czernowitzer Meisterschaft                                                                            |
| 1925/26 | 4. Platz in der I. Klasse der Czernowitzer Meisterschaft                                                                            |
| 1926/27 | 3. Platz in der I. Klasse der Czernowitzer Meisterschaft                                                                            |
| 1927/28 | 1. Platz in der I. Klasse der Czernowitzer Meisterschaft und Teilnahme an der Endrunde zur rumänischen Fußballmeisterschaft 1927/28 |
| 1928/29 | 6. Platz in der I. Klasse der Czernowitzer Meisterschaft                                                                            |
| 1929/30 | 7. Platz in der I. Klasse der Czernowitzer Meisterschaft                                                                            |
| 1930/31 | 7. Platz in der I. Klasse der Czernowitzer Meisterschaft                                                                            |
| 1931/32 | 4. Platz in der I. Klasse der Czernowitzer Meisterschaft                                                                            |
| 1932/33 | 6. Platz in der I. Klasse der Czernowitzer Distriktmeisterschaft und Abstieg in die II. Klasse                                      |
| 1933/34 | 1. Platz in der II. Klasse der Czernowitzer Distriktmeisterschaft und Aufstieg in die I. Klasse                                     |
| 1934/35 | 6. Platz in der I. Klasse der Czernowitzer Distriktmeisterschaft                                                                    |
| 1935/36 | 5. Platz in der I. Klasse der Czernowitzer Distriktmeisterschaft                                                                    |
| 1936/37 | unbekannte Platzierung in der I. Klasse der Czernowitzer Distriktmeisterschaft                                                      |
| 1937/38 | unbekannte Platzierung in der I. Klasse der Czernowitzer Distriktmeisterschaft und Abstieg in die II. Klasse                        |
| 1938/39 | unbekannte Platzierung in der II. Klasse der Czernowitzer Distriktmeisterschaft                                                     |
| 1939/40 | unbekannte Platzierung in der II. Klasse der Czernowitzer Distriktmeisterschaft                                                     |

## Spieler, die für die rumänische Fußballnationalmannschaft aufliefen
- Stanislas Micinski
- Iosif Klein

## Stadion
Bis Frühjahr 1919 hatte Polonia kein eigenes Stadion. Der Verein trug seine Spiele von 1913 bis 1914 auf der Horeczaer Wiese und der Roscher Wiese aus.
Im Frühjahr 1919 wurde der Boisko Polskie eröffnet. Zuschauerrekord: 5.000 Zuschauer beim Freundschaftsspiel Czernowitzer Stadtauswahl - Hakoah Wien 1:12 (1:4) am 30. Juli 1921. Die Spielfeldausmaße betrugen 66 × 130 m. Von April 1928 bis Juni 1929 war der Platz wegen Renovierung gesperrt, bevor er am 9. Juni 1929 wiedereröffnet wurde. Das letzte Spiel auf dem Boisko Polskie fand im November 1934 statt.
Von Anfang 1935 bis 1940 hatte Polonia kein eigenes Stadion mehr und trug seine Spiele auf dem Jahnplatz, dem Makkabiplatz und dem Dragoș-Vodă-Platz aus.